# ТЕС Районг
12°45′38″ пн. ш. 101°9′13″ сх. д. / 12.76056° пн. ш. 101.15361° сх. д.
ТЕС Районг – колишня теплова електростанція у тайській провінції Районг.
У першій половині 1990-х років (не пізніше 1993-го), на майданчику станції стали до ладу чотири однотипні парогазові блоки комбінованого циклу потужністю по 308 МВт, у кожному з яких дві газові турбіни потужністю живили через відповідну кількість котлів-утилізаторів одну парову турбіну з показником 102 МВт.
Як паливо ТЕС використовувала природний газ, що надходив до ГПЗ Районг з офшорних родовищ Сіамської затоки.
Для охолодження використовували воду із водосховища Доккрайн, при цьому станція мала власний ставок-накопичувач об’ємом 0,2 млн м3.
ТЕС спорудила державна електроенергетична агенція Electric Generating Authority of Thailand (EGAT). Втім, вже у 1994-му вона була приватизована як один з активів компанії Electricity Generating Public Company Limited (EGCO).
Станція мала 20-річний контракт на викуп електроенергії із Electric Generating Authority of Thailand. Станом на кінець 2014-го (тобто по завершенні зазначеного тільки-но контракту) вона вже не рахувалась серед генеруючих об’єктів країни. Як засвідчують дані геоінформаційних систем, між січнем 2021 та груднем 2022 споруди ТЕС Районг були повністю демонтовані.